# جيرالد موريس
جيرالد موريس (بالإنجليزية: Gerald Morris)‏ هو كاتب أمريكي، ولد في 29 أكتوبر 1963.